# Condado de Sheboygan
El condado de Sheboygan (en inglés: Sheboygan County), fundado en 1838, es uno de 72 condados del estado estadounidense de Wisconsin. En el año 2000, el condado tenía una población de 112,646 habitantes y una densidad poblacional de 85 personas por km². La sede del condado es Sheboygan. El condado recibe su nombre a Shawb-wa-way-kun, una palabra amerindia que significa "gran ruido bajo tierra".

## Geografía
Según la Oficina del Censo, el condado tiene un área total de 3,292 km², de la cual 1,331 km² es tierra y 1,961 km² (59.59%) es agua.

### Condados adyacentes
- Condado de Manitowoc (norte)
- Condado de Ozaukee (sur)
- Condado de Washington (suroeste)
- Condado de Fond du Lac (oeste)
- Condado de Calumet (noroeste)

## Demografía
En el censo de 2000, había 112,646 personas, 43,545 hogares y 29,915 familias residiendo en el condado. La densidad poblacional era de 85 personas por km². En el 2000 había 45,947 unidades habitacionales en una densidad de 35 por km². La demografía del condado era de 92.71% blancos, 1.09% afroamericanos, 0.36% amerindios, 3.28% asiáticos, 0,02% isleños del Pacífico, 1.46% de otras razas y 1.07% de dos o más razas. 3.36% de la población era de origen hispano o latino de cualquier raza.

## Localidades

### Ciudades, villas y pueblos
- Adell
- Cascade
- Cedar Grove
- Elkhart Lake
- Glenbeulah
- Greenbush
- Herman
- Holland
- Howards Grove
- Johnsonville
- Kohler
- Lima
- Lyndon
- Mitchell
- Mosel
- Oostburg
- Plymouth
- Plymouth
- Random Lake
- Rhine
- Russell
- Scott
- Sheboygan
- Sheboygan
- Sheboygan Falls
- Sheboygan Falls
- Sherman
- Waldo
- Wilson

### Áreas no incorporadas
- Batavia
- Franklin
- Gibbsville
- Gooseville
- Haven
- Hingham
- Johnsonville
- St. Anna